# Castalla
Castalla község Spanyolországban, Alicante tartományban. Lakosainak száma 11 622 fő (2024).

## Fekvése
Castalla Agost, Biar, Ibi, Onil, Petrer, Sax, Tibi, Jijona, Famorca és Beniardá községekkel határos.

## Népesség
A település lakosságának változását az alábbi diagram mutatja:
| Lakosok száma | 7735 | 8532 | 9331 | 10 327 | 10 541 | 10 143 | 9859 | 10 124 | 10 752 | 11 622 |
|               | 2001 | 2004 | 2006 | 2009   | 2011   | 2014   | 2016 | 2019   | 2021   | 2024   |